# Basilica di Santo Stefano Maggiore
La basilica di Santo Stefano Maggiore è un'antica chiesa di Milano. Inizialmente dedicata al profeta San Zaccaria, venne poi intitolata a santo Stefano nel X secolo. Nella sua storia ha subito numerosi interventi di ricostruzione, ampliamento e restauro.
È chiamata anche Santo Stefano in Brolo (dal nome storico dell'area) o Santo Stefano alla Porta (in riferimento alla pusterla di Santo Stefano, ora non più esistente).
Dal 1994, la diocesi di Milano vi ha istituito la Cappellania generale dei migranti. Il 2 febbraio 2015 la cappellania è stata canonicamente trasformata nella parrocchia dei migranti.
Attualmente vi si celebrano Sante Messe in lingua filippina dedicate ai fedeli provenienti da quello stato, residenti in Milano come pure in spagnolo soprattutto per i cristiani originari dell'America Latina.

## Storia e descrizione

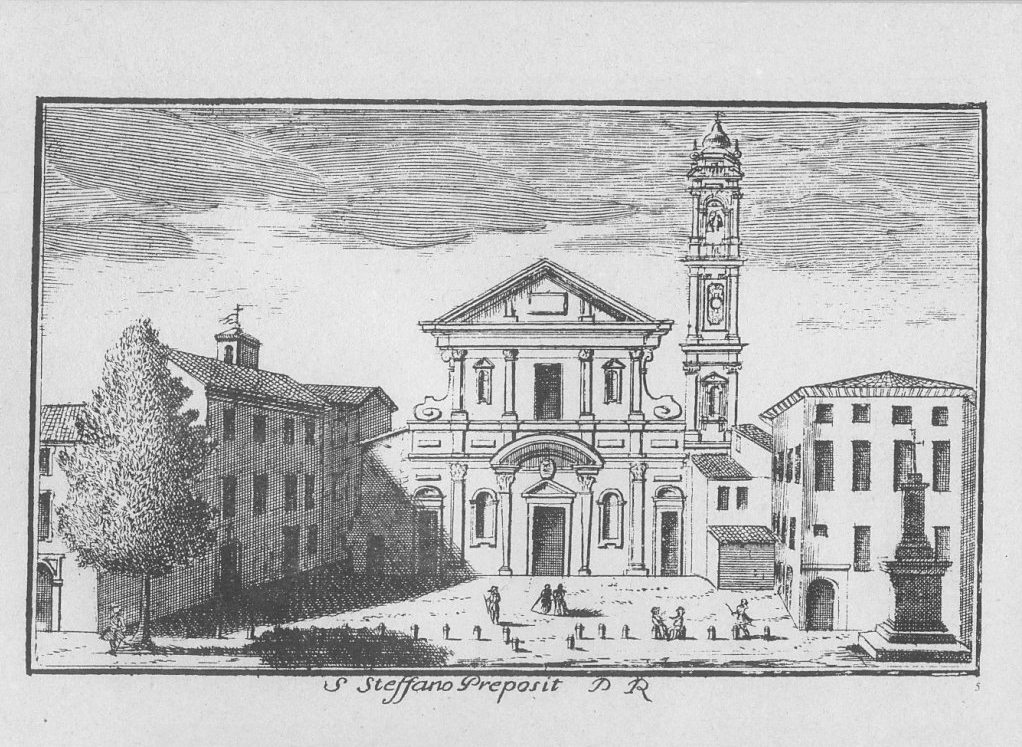
Piazza Santo Stefano nel 1745

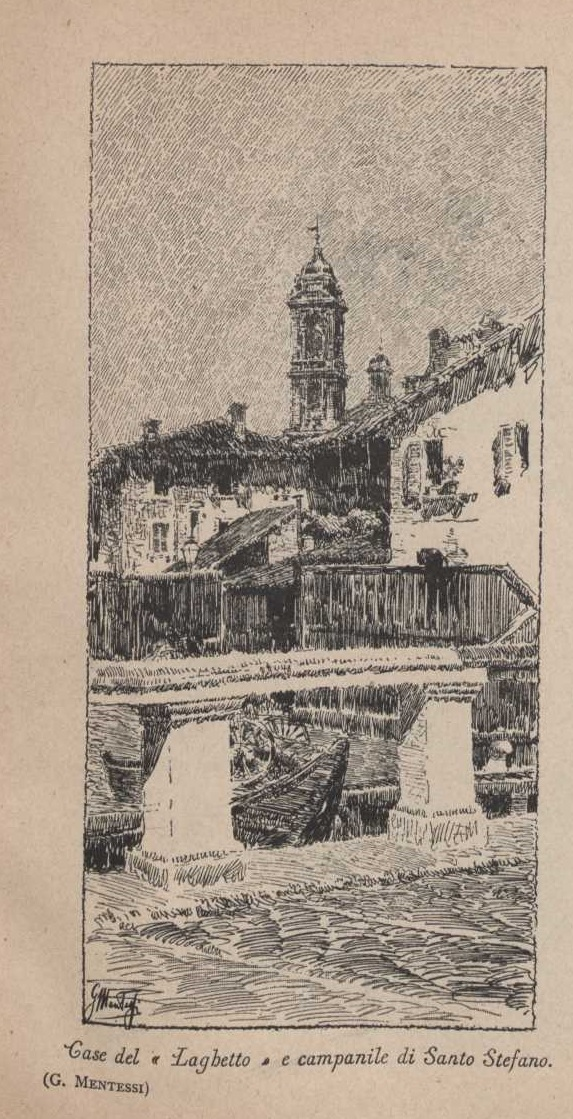
Case del Laghetto e campanile di Santo Stefano maggiore nel XIX secolo

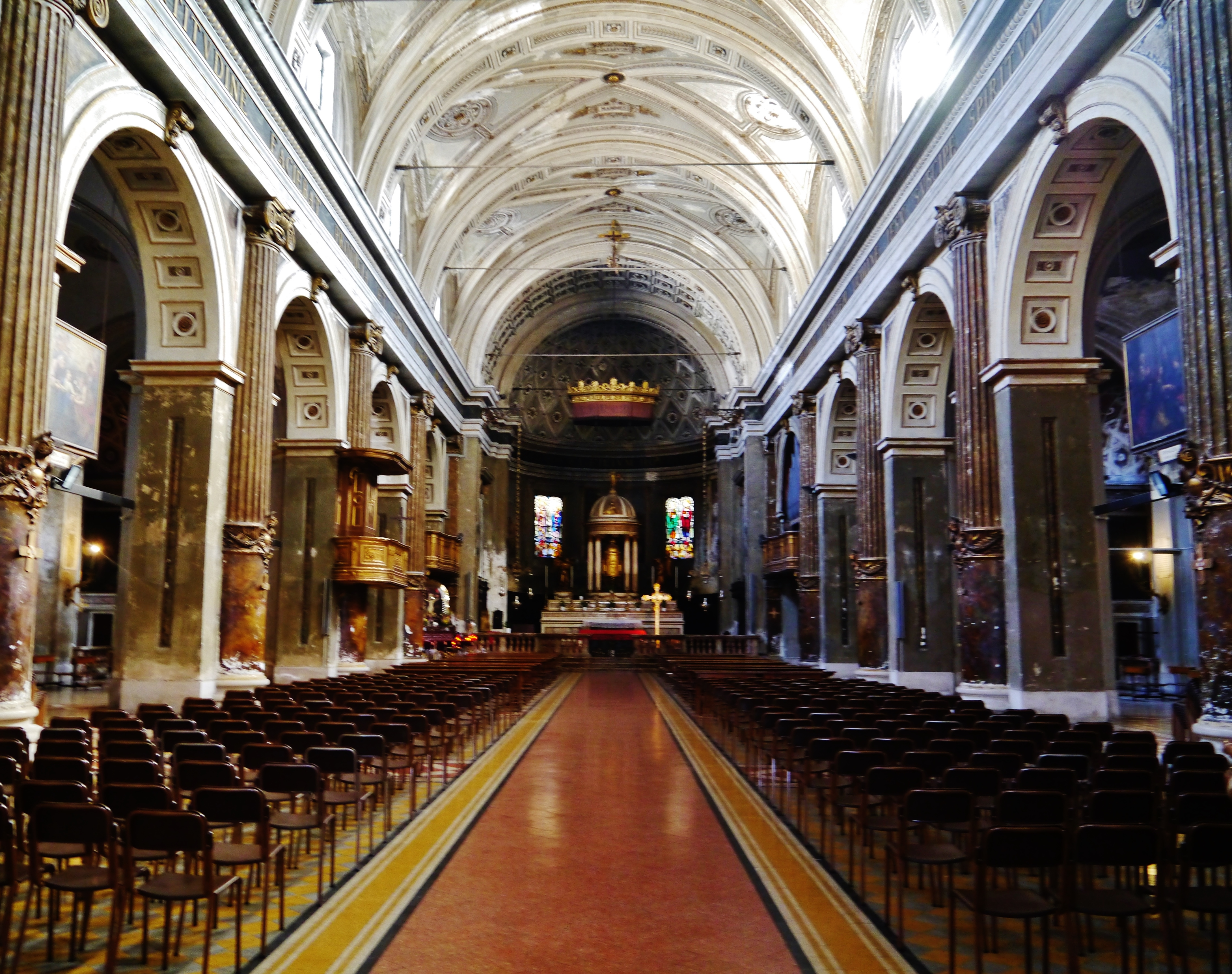
L'interno

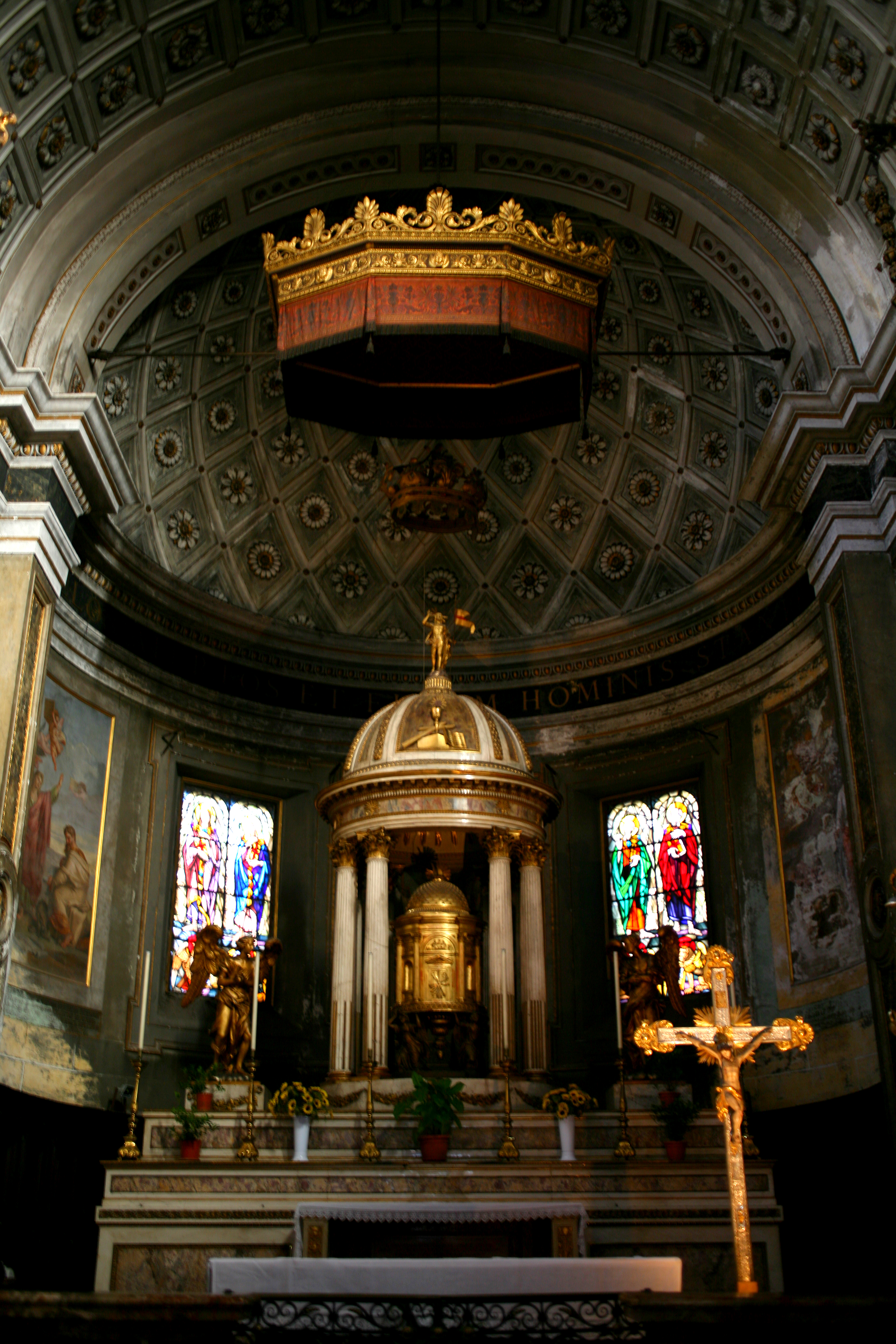
Altare maggiore

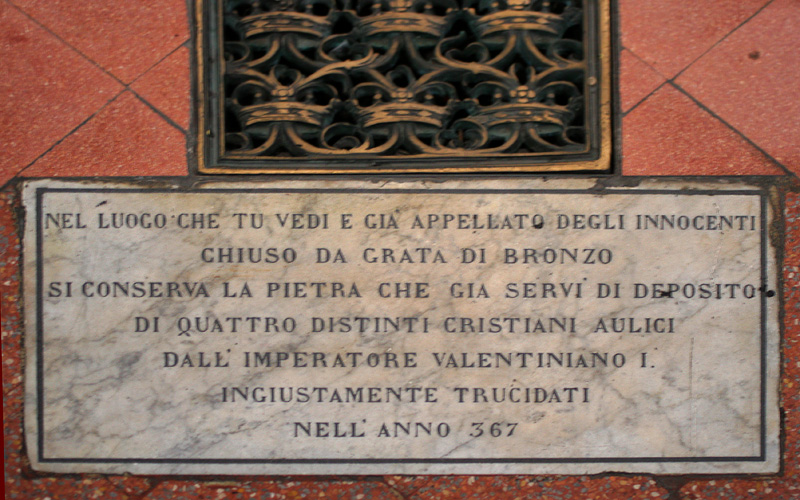
Targa dei martiri cristiani all'interno di Santo Stefano

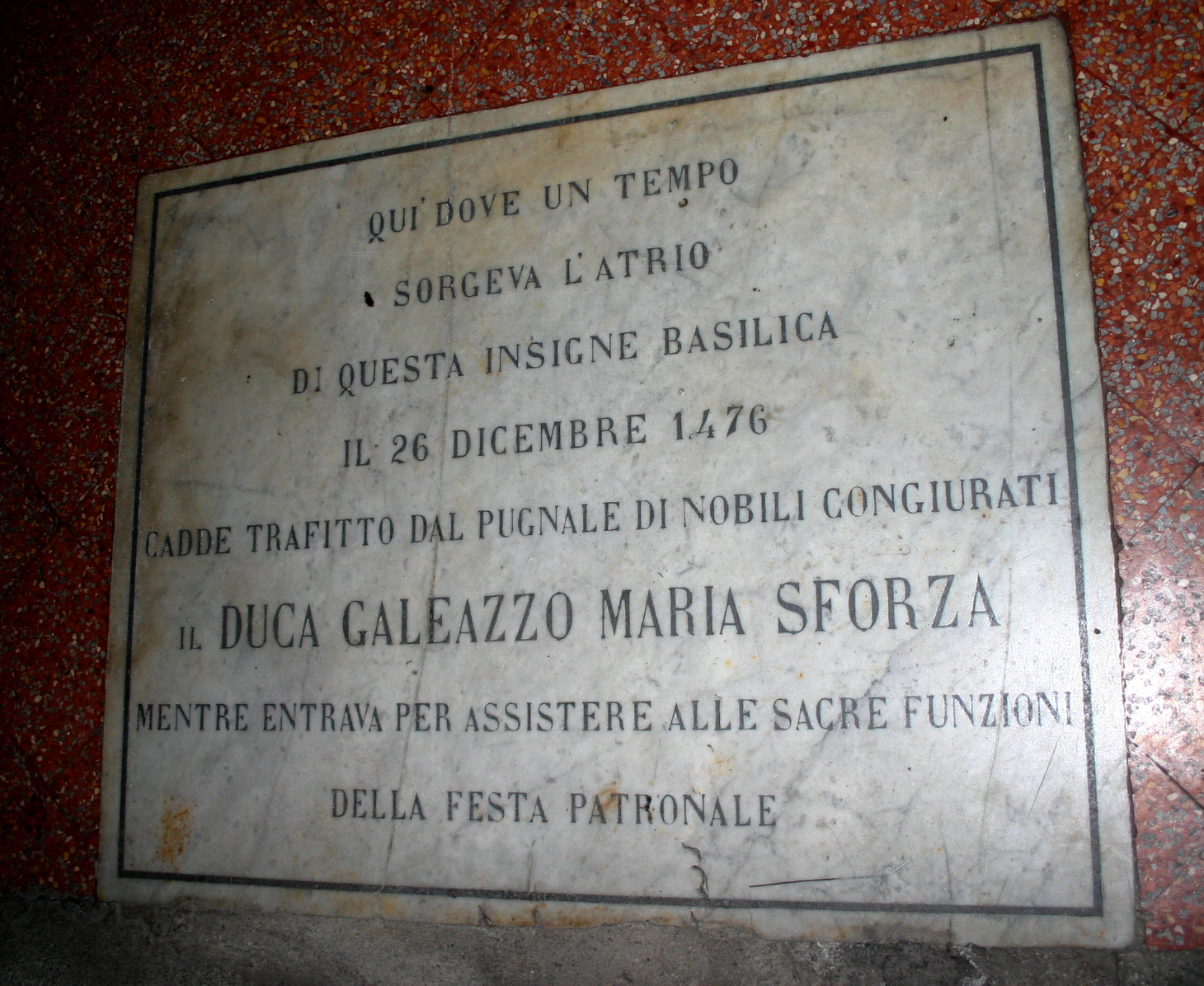
Targa in memoria dell'assassinio del duca Galeazzo Maria Sforza

La chiesa è oggi situata nell'omonima piazza Santo Stefano, nel centro storico di Milano.
Il primitivo edificio di culto, fondato intorno al 417 su iniziativa del futuro vescovo Martiniano Osio, era dedicato a San Zaccaria e sorse nel luogo dove era conservata la cosiddetta "Pietra degli innocenti" dove la tradizione voleva che fossero le reliquie di quattro martiri cristiani risalenti al IV e martirizzati sotto Valentiniano I. La pietra sacra è ancora oggi conservata in una piccola camera sotto la pavimentazione ricordata da una targa visibile all'interno della navata principale.
La chiesa del V secolo finì distrutta da un incendio scoppiato al suo interno nel 1070 e venne quindi ricostruita in stile romanico nel 1075 e intitolata questa volta a Santo Stefano protomartire.
Nel 1112 la chiesa venne ulteriormente abbellita con la costruzione di un nartece antistante il tempo di cui ancora oggi è possibile ammirare l'unica colonna superstite davanti al campanile.
Il 26 dicembre 1476 l'atrio della chiesa fu teatro dell'assassinio del duca Galeazzo Maria Sforza per mano di alcuni congiurati aristocratici milanesi. Il signore di Milano era infatti giunto alla basilica per le celebrazioni del santo patrono e, come si può leggere nella targa commemorativa incorporata nella pavimentazione, l'evento storico avvenne proprio immediatamente dopo il portale d'ingresso alla basilica.
Nel 1531 ebbero inizio i lavori per la costruzione all'interno della chiesa della cappella della famiglia Trivulzio e nel 1567 vennero realizzati i progetti per la creazione di una nuova cappella maggiore, redatti personalmente da San Carlo Borromeo ma mai eseguiti in seguito. Nella chiesa, dove già erano conservati i corpi dei santi Martiniano Osio, Ausano e Mansueto, arcivescovi di Milano, ivi deposti da tempo immemorabile, san Carlo Borromeo vi traslò pure i corpi dei santi Leone, Arsazio, Marino, Mamete e Agapito.
Il 30 settembre 1571 vi venne battezzato il pittore Michelangelo Merisi, meglio conosciuto come il Caravaggio. Il ritrovamento avvenuto nel febbraio 2007, fra i documenti d'archivio della basilica conservati nel Museo Diocesano del capoluogo lombardo, del certificato di battesimo del pittore ha messo definitivamente fine a una lunga disputa fra gli studiosi su quale fosse la sua vera città natale: Caravaggio in provincia di Bergamo o, appunto, Milano.
A partire dal 27 luglio 1594, la chiesa subì una serie di nuovi interventi per iniziativa dell'arcivescovo cardinale Federico Borromeo, che si protrassero nei secoli successivi tra cui:
- ampliamento dell'abside e dell'altare maggiore (inizio XVII secolo)
- allungamento delle navate e rifacimento della facciata in stile barocco (metà XVII secolo)
- dopo il crollo nel 1642, ricostruzione del campanile ad opera dell'architetto luganese Gerolamo Quadrio (fine XVII secolo)
- edificazione della sacrestia (inizio XVIII secolo)
- ammodernamenti di alcune cappelle (inizio XIX secolo)
- restauro dell'ordine inferiore (fine XIX secolo)

Le vetrate dell'abside raffiguranti gli Evangelisti e quattro vetrate nelle cappelle delle navate laterali (Assunta, Vestizione di Santo Stefano, Annunciazione, Giudizio Finale) sono state realizzate tra il 1960 e il 1965 dalla pittrice vetratista Amalia Panigati. La vetrata rappresentante una Crocefissione, sopra l'altare dedicato alla Madonna Addolorata, è stata invece dipinta nel 1898 da Costante Panigati.